# Nimbochromis
Nimbochromis és un gènere de peixos de la família dels cíclids i de l'ordre dels perciformes endèmic del llac Malawi (Àfrica oriental).

## Taxonomia
- Nimbochromis fuscotaeniatus (Regan, 1922)
- Nimbochromis linni (Burgess & Axelrod, 1975)
- Nimbochromis livingstonii (Günther, 1894)
- Nimbochromis maculimanus (Regan, 1922)
- Nimbochromis pardalis (Trewavas, 1935)
- Nimbochromis polystigma (Regan, 1922)
- Nimbochromis venustus (Boulenger, 1908)[3][4][5][6][7][8][9][10][11][12]